# Marxist-leninistiska kampförbundet
Marxist-leninistiska kampförbundet (MLK) var det namn som Vänsterns Ungdomsförbund (VUF) antog när det 1970 bröt med Vänsterpartiet kommunisterna (VPK), vars ungdomsförbund det dittills hade varit. En kritisk minoritet lämnade samtidigt förbundet och bildade Förbundet Kommunist. MLK:s fullständiga namn blev så småningom Marxist-leninistiska kampförbundet för Sveriges kommunistiska parti (marxist-leninisterna), eftersom det kom att bli nära lierat med Kommunistiska förbundet marxist-leninisterna (som 1973 bytte namn till Sveriges kommunistiska parti) och slogs samman med detta partis ungdomsförbund Röd ungdom 1983. 
MLK hade en maoistisk inriktning. Av partiprogrammet framgick bland annat:
| ”                                                                     | Eftersom den borgerliga statens viktigaste element utgörs av en våldsapparat i form av polis och militär kommer den proletära revolutionen med nödvändighet att grundas på revolutionärt våld. Monopolkapitalet kommer inte frivilligt att överlämna sitt herravälde. Proletariatets maktövertagande kräver därför att en beväpnad arbetarklass kan ställas mot monopolkapitalets våldsapparat. Arbetarklassens makt består av dess beväpning. | „ |
| – Plattform och stadgar för Marxist-leninistiska kampförbundet, 1971. | |   |

MLK:s tidskrift hette Stormklockan. Efter brytningen med VPK startade spillrorna av det gamla VUF som fortfarande var lojala mot VPK ett nytt ungdomsförbund, Kommunistisk ungdom. Detta förbunds tidskrift hette också Stormklockan, då VPK och KU ansåg sig ha rätt till namnet. Detta avgjordes till slut i en rättegång till MLK:s fördel.
Två av förbundets tidigare medlemmar var Gudrun Schyman och Göran Skytte.